# Selahattin
Selahattin ist ein türkischer männlicher Vorname arabischer Herkunft mit der Bedeutung „Das Wohlergehen der Religion“, die türkische Form des arabischen Namens Ṣalāḥ ad-Dīn (Saladin).

## Namensträger
- Selahattin Akarsu (* 1958), türkisch-alevitischer Sänger und Sazspieler
- Selahattin Almay (1909–1971), türkischer Fußballspieler, -trainer und -funktionär
- Selahattin Çelik (* 1957), türkisch-kurdischer Schriftsteller und Journalist
- Selahattin Demirtaş (* 1973), türkisch-kurdischer Jurist, Politiker und Abgeordneter
- Selahattin Dervent (* 1967), türkischer Fußballtrainer
- Selahattin Göksel Gencer (1974–2019), türkischer Fußballspieler
- Selahattin Karasu (* 1954), türkischer Fußballspieler und -trainer
- Selahattin Özbir (* 1974), deutsch-türkischer Fußballspieler
- Selahattin Selçuk Özkan (* 1985), türkischer Fußballspieler
- Selahattin Torkal (1924–2010), türkischer Fußballspieler und -funktionär
- Selahattin Ülkümen (1914–2003), türkischer Diplomat